# San Gaspar, Valle de Bravo
San Gaspar är en ort i Mexiko.   Den ligger i kommunen Valle de Bravo och delstaten Mexiko, i den södra delen av landet, 110 km väster om huvudstaden Mexico City. San Gaspar ligger 1 817 meter över havet och antalet invånare är 853.
Terrängen runt San Gaspar är huvudsakligen kuperad. San Gaspar ligger nere i en dal. Runt San Gaspar är det ganska tätbefolkat, med 116 invånare per kvadratkilometer. Närmaste större samhälle är Valle de Bravo, 3,7 km söder om San Gaspar. I omgivningarna runt San Gaspar växer huvudsakligen savannskog.